# FM能楽堂
『FM能楽堂』（エフエムのうがくどう）は、NHK-FMで2017年4月9日から放送されているラジオの能楽番組。

## 概要
これまでの『能楽鑑賞』を刷新したうえで、「当代第一線」の演者が名曲の演奏を新たにスタジオで録音したものを送る。また、評論家などの解説コーナーを充実させて、能楽初心者のリスナーにも楽しめる番組にする。

## 放送時間
- 放送開始から2023年3月まで
  - 毎週日曜日 6:00 - 6:55
- 4月から
  - 毎週木曜日 11:00 - 11:50

### 番組差し替え
一部の地域では2023年度より、地域情報番組に差し替えている放送局がある。このため、対象となる地域で本番組を聴取したい場合は隣接都県のNHK-FM放送またはIPサイマルラジオ（らじるらじる・radiko）で聴く必要がある。